# 알로하 오에

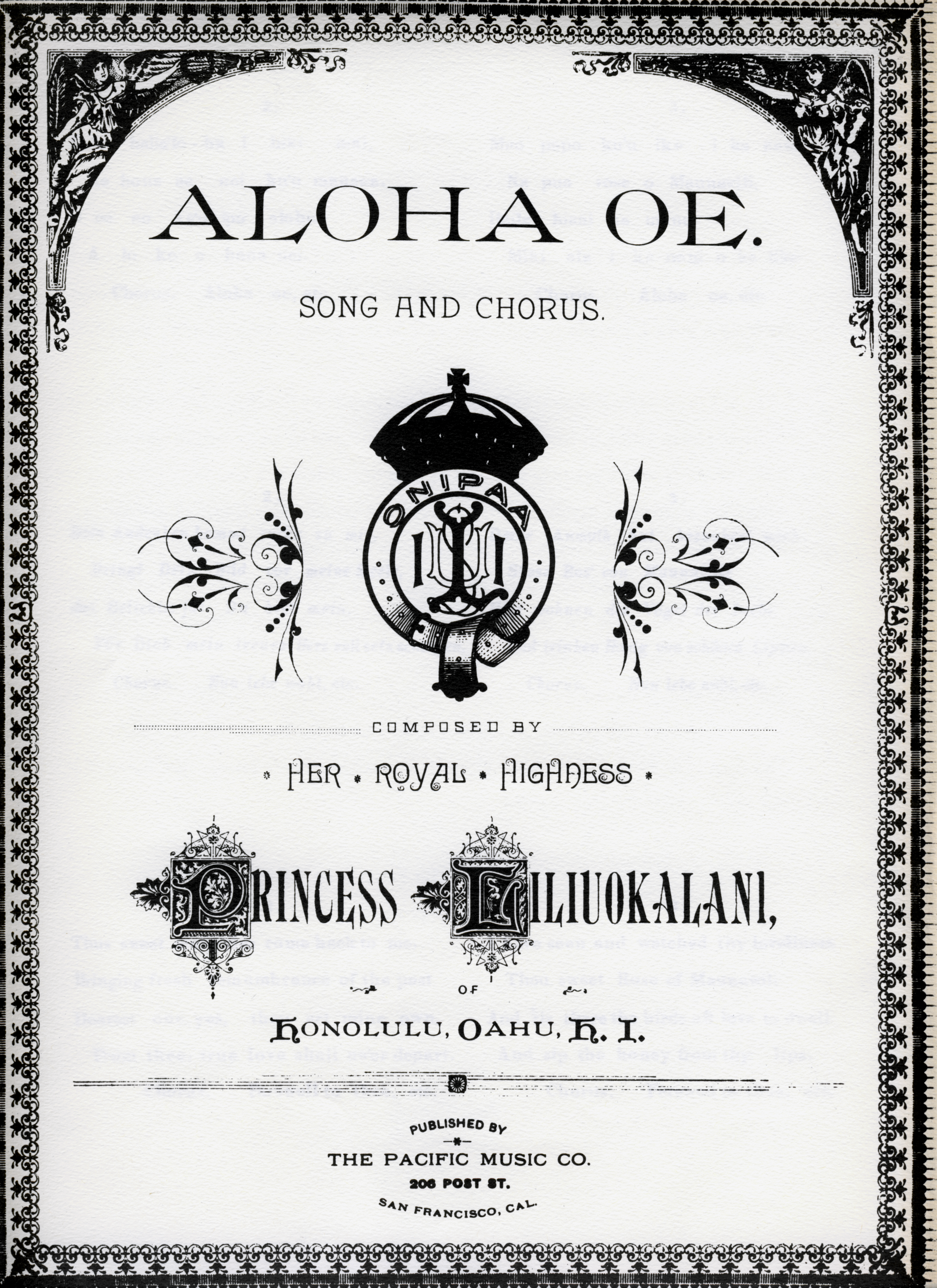
Cover of "Aloha ʻOe", 1890

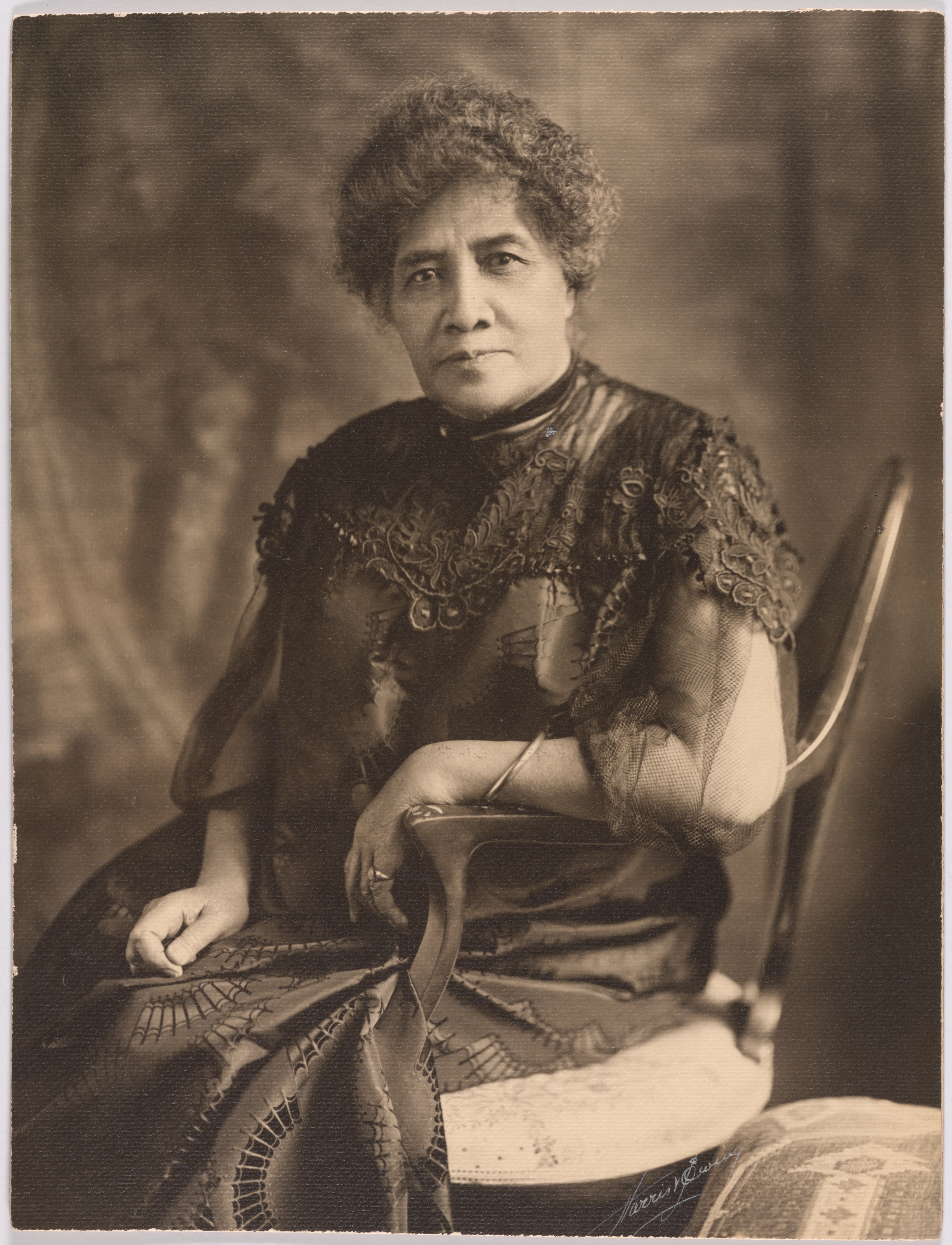
1908년 릴리우오칼라니 여왕

알로하 오에(Aloha ʻOe, '안녕하라 그대여')는 1878년경 당시 하와이 왕국의 여왕이었던 릴리우오칼라니가 쓴 하와이의 대중가요이다. 그녀의 가장 유명한 노래이며, 하와이주의 흔한 문화적 상징이다.
하와이 왕국의 최후의 여왕 릴리우오칼라니가 1878년에 가사를 지어, 그 가사에 맞추어 독일인곡 밴드마스터가 곡을 붙인 것이다. 그때 멜로디의 힌트로 된 것은 미국의 작곡가 찰스 컨버즈의 꿈 <더 록 비사이드 더 시이>였다고 하며, 이것 역시 혼혈적인 명곡에 지나지 않는다.

## 저명한 음반
- 1936 빙 크로스비 – 1936년 7월 23일[2]
- 1946 레스 폴과 그의 트리오 - 1946년 3월 29일[3]
- 1961 엘비스 프레슬리 - 1961년 3월 21-23일

## 영화 출연
- 1953 지상에서 영원으로
- 1961 블루 하와이 – 엘비스 프레슬리 노래
- 2016 부산행

## 가사
다음은 가사와 한국어 번역이다.
| Haʻaheo e ka ua i nā pali         | 비가 절벽을 위풍당당히 휩쓸어          |
| Ke nihi aʻela i ka nahele         | 빗방울이 나무를 통해 흐르고            |
| E hahai (uhai) ana paha i ka liko | 꽃 봉오리를 따라 흘러                  |
| Pua ʻāhihi lehua o uka            | 계곡의 아히히 레후아꽃                 |
|                                   |                                        |
| Hui:                              | 코러스:                                |
| Aloha ʻoe, aloha ʻoe              | 안녕하라 그대여, 안녕하라 그대여       |
| E ke onaona noho i ka lipo        | 그늘진 나무에 가려진 매혹적인 자여     |
| One fond embrace,                 | 따뜻한 포옹과 함께                     |
| A hoʻi aʻe au                     | 작별을 고한다                          |
| Until we meet again               | 우리 다시 만날 때까지                  |
|                                   |                                        |
| ʻO ka haliʻa aloha i hiki mai     | 달콤한 추억이 내게 다시 찾아와         |
| Ke hone aʻe nei i                 | 신선한 추억을 가져와                   |
| Kuʻu manawa                       | 과거의                                 |
| ʻO ʻoe nō kuʻu ipo aloha          | 가장 친애하는 벗, 그래, 너는 내 거야   |
| A loko e hana nei                 | 너로부터, 참된 사랑 결코 떠나지 않으리 |
|                                   |                                        |
| Tomago:                           | 후렴:                                  |
| Maopopo kuʻu ʻike i ka nani       | 너의 어여쁨을 보고있다네               |
| Nā pua rose o Maunawili           | 달달한 마우나윌리의 장미               |
| I laila hiaʻai nā manu            | 저기 사랑의 새들이 사네                |
| Mikiʻala i ka nani o ka liko      | 네 입술로부터의 꿀을 홀짝거리네        |
| Hui                               | 코러스                                 |

## 같이 보기
- 하와이 음악